# هرمنغيلدو مبونجا
هرمنغيلدو مبونجا (بالبرتغالية: Divaldo Mbunga) مواليد 4 سبتمبر 1985 في لواندا، هو لاعب كرة سلة أنغولي. يحمل الرقم 16.

## روابط خارجية
- هرمنغيلدو مبونجا على موقع الاتحاد الدولي لكرة السلة (الإنجليزية)
- هرمنغيلدو مبونجا على موقع كرة السلة الأوروبية.كوم (الإنجليزية)
- هرمنغيلدو مبونجا على موقع كرة السلة الأوروبية.كوم (الإنجليزية)
- هرمنغيلدو مبونجا على موقع كلية كرة السلة في سبورتس رفرنس.كوم (الإنجليزية)
- هرمنغيلدو مبونجا على موقع ريلجم (الإنجليزية)
- هرمنغيلدو مبونجا على موقع بروبوليرز (الإنجليزية)
- هرمنغيلدو مبونجا على موقع سبورتس رفرنس (الإنجليزية)